# Rainer von Schilling
Rainer von Schilling, mit vollem Namen Rainer Freiherr Schilling von Canstatt (* 7. August 1935 in Witten; † 6. Dezember 2007 in Mannheim), war ein deutscher Verleger.

## Leben
Rainer von Schilling wurde als Rainer Zintgraff in Witten geboren. Er war der Sohn von Erich Zintgraff und Hella Grosse, wurde aber ebenso wie seine jüngere Schwester vom Verleger Eitel-Friedrich Freiherr Schilling von Canstatt adoptiert.
Schilling begann 1965 seine Karriere beim Mannheimer Morgen, als ihn sein Adoptivvater und Mitbegründer der Zeitung ins Unternehmen holte. Von 1976 bis 2004 war er Herausgeber der Zeitung. Er trat stets für die Pressefreiheit ein und wurde mehrfach von der UNESCO (UN-Sonderorganisation für Erziehung, Wissenschaft und Kultur) als Medienexperte berufen. Als Präsident von Orbicom beriet er die UNESCO bei der Entwicklung von Medienstrukturen unter anderem in Ländern der Dritten Welt. Er war ferner an der Spitze des Deutschen Nationalen Komitees sowie im internationalen Vorstand des International Press Institute in Zürich und Wien. Schilling unterstützte ebenfalls die deutsch-amerikanische Freundschaft tatkräftig.
1970 stiftete er den Bloomaulorden. 1997 wurde Schilling mit dem Initiativpreis, der Persönlichkeiten auszeichnet, die sich beispielhaft für die Förderung der Stadt Mannheim und des Rhein-Neckar-Raums engagieren, ausgezeichnet.
Schilling starb im Alter von 72 Jahren. Der baden-württembergische Ministerpräsident Günther Oettinger würdigte von Schilling als „einen überaus sozial engagierten Mitbürger“.